# Seth Brinck
Seth Olof Edvard Brinck, född 14 mars 1894 i Avesta, död 7 februari 1971 i Stockholm, var en svensk skeppsmäklare och rederichef.
Brinck studerade och praktiserade i Sverige, Storbritannien, Tyskland och Norge innan han anställdes som skeppsmäklare i Sundsvall. Från 1922 arbetade han i Stockholm, där han 1940 blev direktör och 1945 vice VD och styrelseledamot i Salénrederierna. Brinck visade stort intresse för ungdomens handels- och sjöfartsutbildning och var bland annat initiativtagare till och rektor för Föreningen Sveriges flottas sjöfartsskola. Han är begravd på Norra begravningsplatsen utanför Stockholm.